# Ваулово (село, Тутаевский район)
В Тутаевском районе есть ещё два населённых пункта с таким названием. Деревня Ваулово, расположена между федеральной трассой Ярославль—Рыбинск и берегом Волги. Посёлок Ваулово расположен при одноимённой железнодорожной станции. Территория посёлка поделена между Тутаевским и Большесельским районами, поэтому посёлок Ваулово есть и в Большесельском районе. Кроме того, в Большесельском районе, в долине реки Черёмуха есть ещё одна деревня Ваулово.
Ваулово — село Николо-Эдомского сельского округа Артемьевского сельского поселения Тутаевского района Ярославской области . На топографических картах обозначен как Совхоз Ваулово.
Село находится в южной части поселения, на обоих берегах реки Эдома в её верхнем течении. Это последний жилой населённый пункт вверх по течению реки. Выше по течению на левом берену стоит только исчезающая деревня Баскаково. Вниз по течению Эдомы по правому берегу следуют деревни Лукинское, Ефимово и Никола-Эдома. От села Ваулово в южном направлении к расположенному на железной дороге Ярославль — Рыбинск станции и посёлку Ваулово идёт дорога, проходящая через деревню Осташево .
Село с начала XVI века принадлежало знаменитому дворянскому роду Алябьевых. Василий Яковлевич Алябьев, построил в селе деревянную церковь в честь Владимирской иконы Божией Матери. В 1729 году она сгорела, через двадцать лет на её месте племянник Василия Яковлевича, полковник Афанасий Иванович Алябьев построил каменную, двуглавую церковь в честь Успения Пресвятой Богородицы, с приделом в честь Святителя Николая Чудотворца, освящённую в 1751. Церковь представляла собой двусветный одноглавый четверик с пятигранным алтарем, притвором и колокольней. В конце 1920-х годов церковь была разрушена. Племянник Афанасия Ивановича, поручик Василий Алексеевич Алябьев в 1767 году построил в Ваулове тёплую зимнюю одноглавую церковь во имя преподобного Александра Свирского, освящённую 30 сентября 1767 года. При Алябьевых была построена и усадьба с парком.

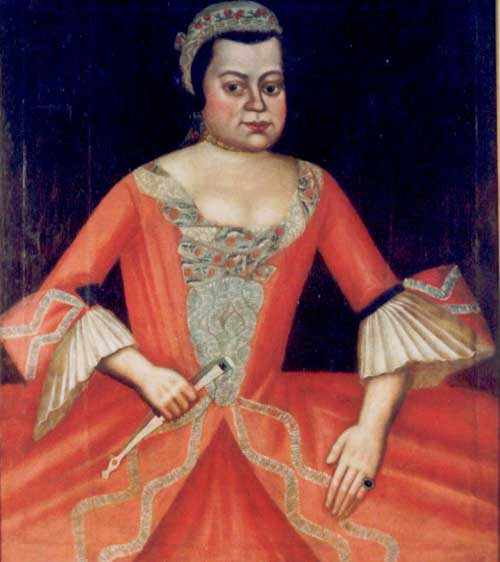
Фелициата Алябьева,
владелица Ваулово

Наследницей Афанасия Ивановича стала его дочь Фелицата Афанасьевна (1735—1782), бывшая замужем за князем Михаилом Васильевичем Урусовым. На кладбище села Николо-Эдома сохранилась могила их сына Владимира Михайловича Урусова. У князя В. М. Урусова была внебрачная дочь А. Г. Коморова, которую он выдал замуж за Павла Ивановича Мордвинова (петербургский помещик, бывший моряк, перешедший на гражданскую службу) и к которой по завещанию Урусова перешло всё состояние, в том числе и усадьба Ваулово. Здесь в 1833 году родился и провел детские годы первенец семьи — Владимир Павлович Мордвинов; впоследствии родились ещё четыре дочери — Пелагея, Анастасия, Мария, Анна.
С Вауловом связана жизнь его третьей сестры Марии Павловны, одной из первых женщин-врачей в России. Ещё не закончив Медицинских курсов, она приняла участие в Русско-турецкой войне 1877—1878 годов. После войны, окончив курсы, она долгое время лечила крестьян как в Ваулове, так и в Петербургском имении. Умерла в 1882 году на 32-м году жизни, заразившись дифтеритом от больного ребёнка. Ваулово перешло к брату, который состоял на гражданской службе и стал сенатором. Он был близок с религиозными деятелями, в частности с Иоанном Кронштадтским. В конце жизни он страдал от тяжёлой болезни. Он не имел детей, не было и наследников у его сестёр. В 1903 году он передал имение Ваулово в дар Иоанновскому женскому монастырю в Санкт-Петербурге, находящегося под опекой Иоанна Кронштадтского, с условием создания здесь приюта для больных и своего проживания до смерти. Переходили к монастырю и обе церкви, так как они не были приходскими и принадлежали помещику.
Иоанну Кронштадтскому имение, состоявшее из многих разбросанных по уезду участков, понравилось: «Луга, леса — загляденье — рай земной. Благодарю Господа, даровавшего нам этот земной рай». Он основал здесь скит Иоанновского монастыря. В монастыре велась активная хозяйственная работа, строительство. Иоанн Кронштадтский с тех пор каждое лето проводил здесь некоторое время, для него был построен отдельный домик.
Иоанн Кронштадтский встречался здесь с Тихоном, в то время архиепископом Ярославским и Ростовским. После смерти Иоанна Тихон приезжал в Ваулово для поминальной службы.
После революции монастырь был закрыт, а храмы разрушены. В селе был животноводческий племенной совхоз, занимавшийся в том числе коневодством. В последние годы восстановлен женский монастырь, по старому образцу отстроена церковь Александра Свирского. В селе проводятся мероприятия памяти Иоанна Кронштадтского 
В селе сохранился усадебный парк, являющийся особо охраняемой природной территорией .

## Население
| 1859 | 1914 | 2002 | 2010 |
| ---- | ---- | ---- | ---- |
| 69   | ↗82  | ↘79  | ↘66  |

На 1 января 2007 года в селе Ваулово числилось 90 постоянных жителей . 